# Martim Cunha
Pour les articles homonymes, voir Araújo et Cunha.
de Araújo Cunha est un nom portugais ; le premier nom de famille (d'usage facultatif) est de Araújo et le second est Cunha.
Martim de Araújo Cunha, né le 28 février 2007 à Vila Nova de Famalicão, est un footballeur portugais qui joue au poste d'arrière gauche au FC Porto B.

## Biographie

### Carrière en club
Né à Vila Nova de Famalicão au Portugal, Martim Cunha est formé par le FC Porto, où il signe son premier contrat professionnel à l'été 2023,. Il commence ensuite sa carrière professionnelle avec l'équipe reserve en championnat du Portugal de deuxième division, où il s'illustre lors de la saison 2024-25, malgré une blessure qui le maintien hors des terrains pendant presque six mois,,.

### Carrière en sélection
Martim Cunha est convoqué avec l'équipe du Portugal des moins de 17 ans pour participer au Championnat d'Europe des moins de 17 ans qui a lieu en mai et juin 2024. Le Portugal atteint la finale de la compétition après sa victoire face à la Serbie (2-3),,.

## Palmarès
Portugal -17 ans
- Championnat d'Europe
  - Finaliste en 2024